# Tatyiscsevói járás

A Tatistyevói járás a Szaratovi területen

A Tatistyevói járás (oroszul Татищевский муниципальный район) Oroszország egyik járása a Szaratovi területen. Székhelye Tatistyevo.

## Népesség
- 1989-ben 36 502 lakosa volt.
- 2002-ben 29 506 lakosa volt.
- 2010-ben 28 405 lakosa volt, melyből 23 520 orosz, 709 örmény, 574 ukrán, 461 mordvin, 413 azeri, 311 tatár, 292 csecsen, 284 csuvas, 282 kazah, 111 fehérorosz, 94 koreai, 80 cigány, 76 lezg, 75 német, 70 tadzsik, 54 mari stb.